# رومیانا نیکووا
رومیانا نیکووا (بلغاری: Румяна Нейкова؛ زادهٔ ۶ آوریل ۱۹۷۳) قایقران روئینگ اهل بلغارستان بود.
وی در مسابقات کشوری و بین‌المللی در مجموع برندهٔ ۴ مدال طلا، ۳ مدال نقره، ۳ مدال برنز شده‌است.